# Bergen (Bergen-Enkheim)

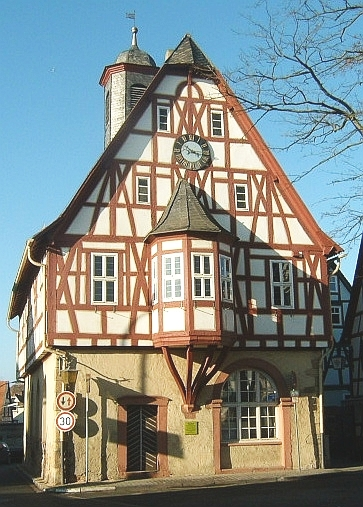
Das Wahrzeichen des Ortes: das Historische Rathaus (1320 Spilhus erbaut)

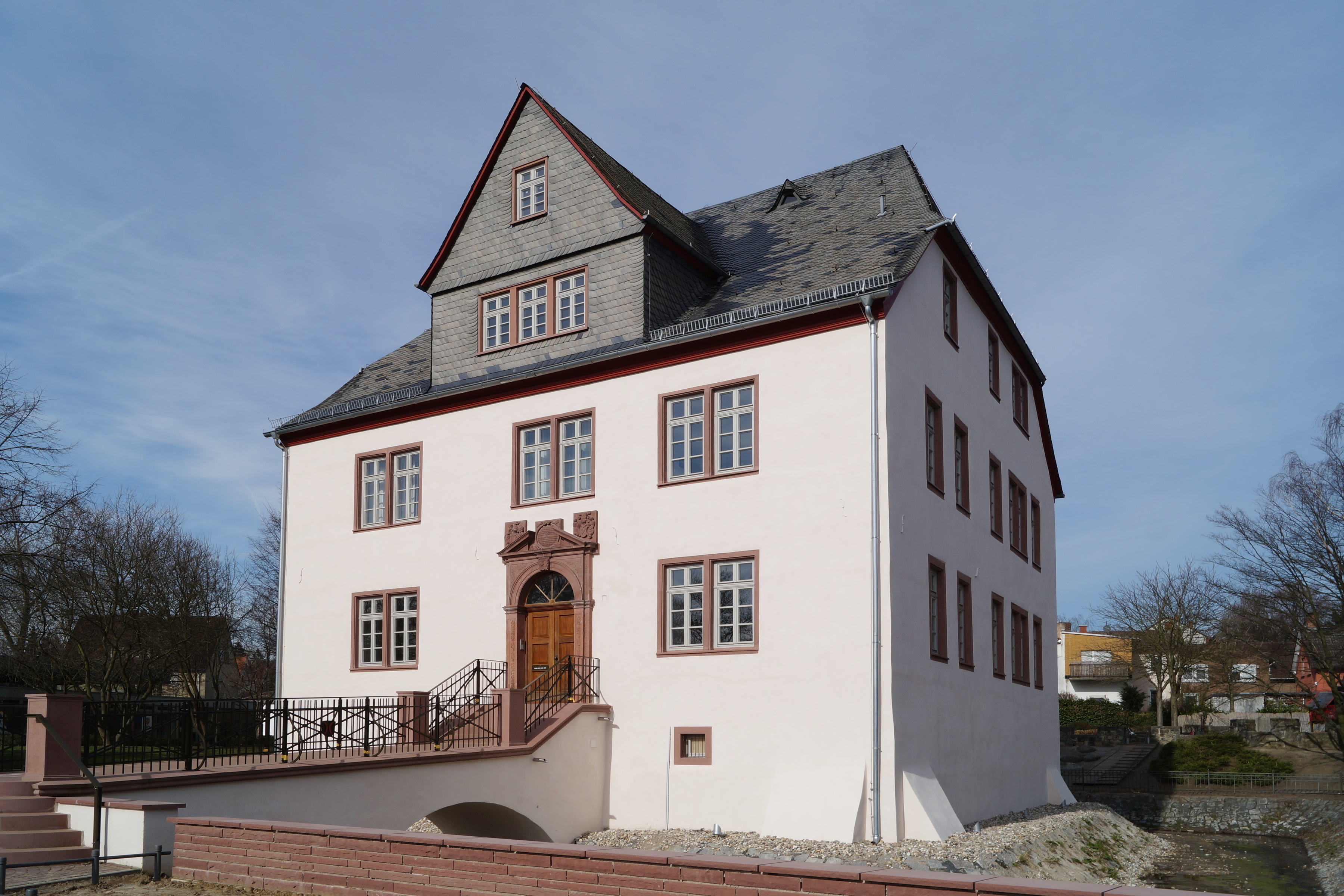
Schelmenburg oder Wasserburg Gruckau

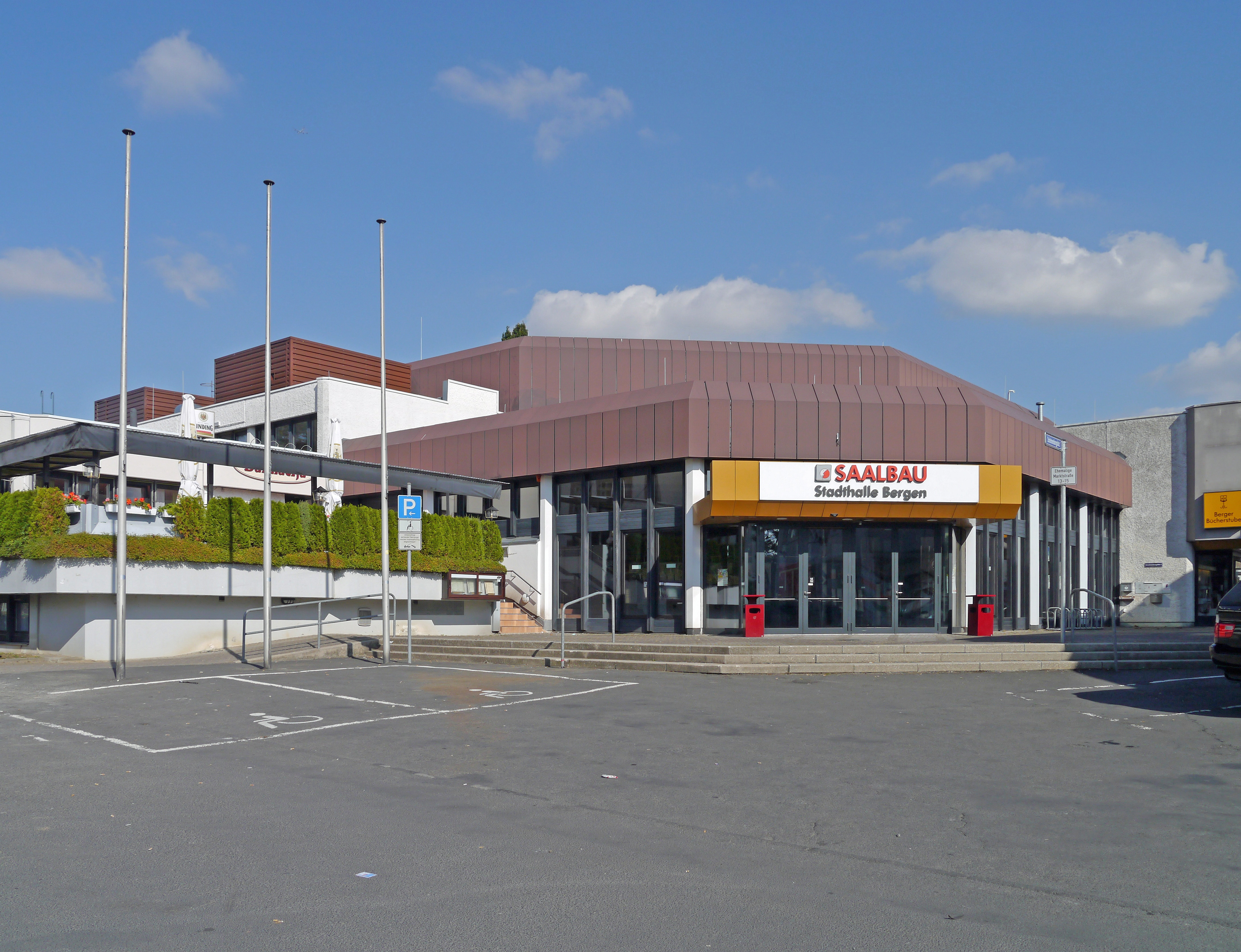
Stadthalle neben der Schelmenburg

Bergen war bis zum 6. November 1936 eine selbständige Gemeinde mit den Ortsteilen Bergen und Enkheim, wurde mit dem damaligen Erlass zu einem Ortsteil der Gemeinde Bergen-Enkheim und gehört seit dem 1. Januar 1977 zusammen mit Enkheim zum Stadtteil Bergen-Enkheim der Stadt Frankfurt am Main.

## Geografische Lage

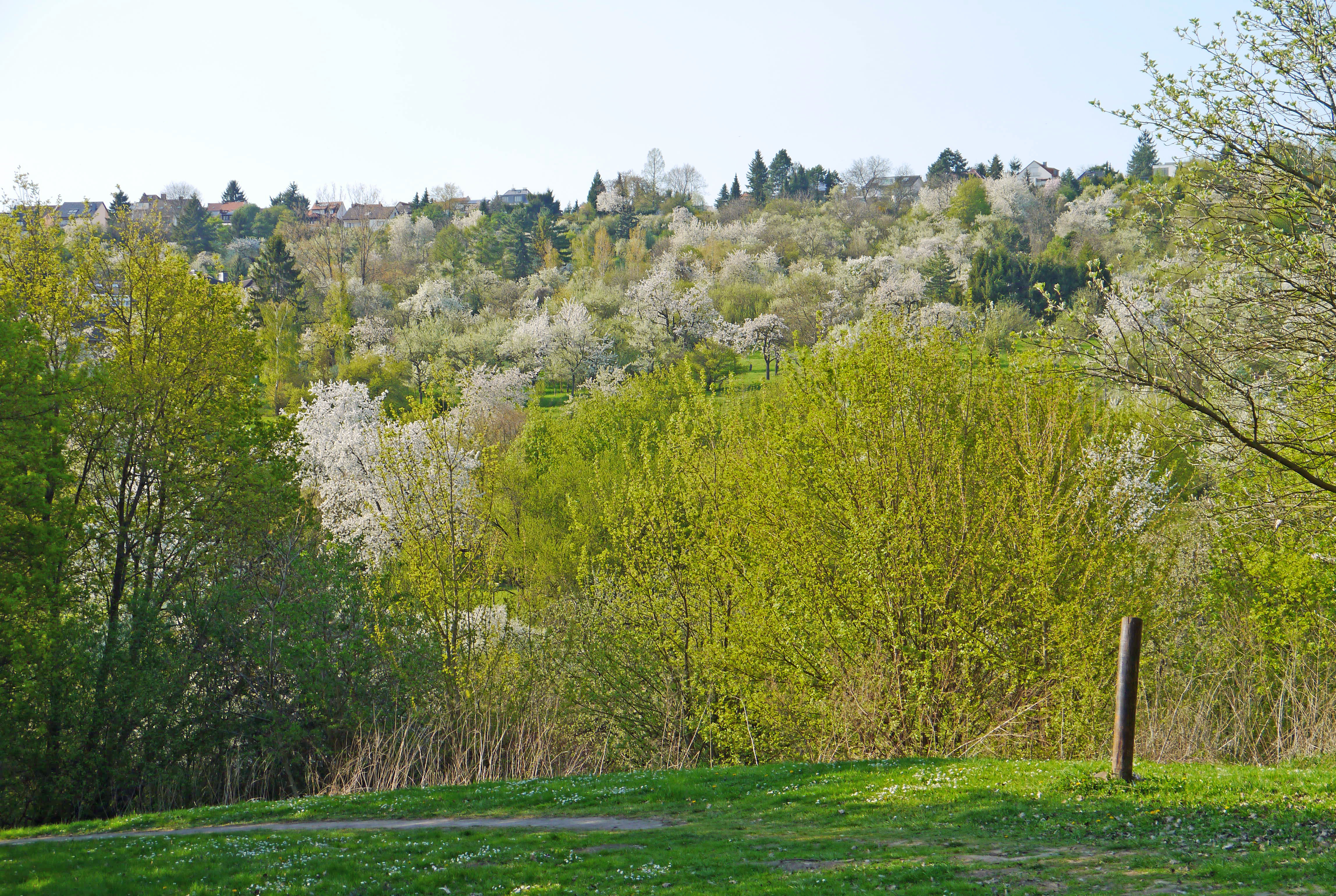
Berger Hang im Frühling

Bergen liegt auf einem Höhenrücken (Berger Rücken) nördlich des Main, 171 m über NN, 7 km nordöstlich des Zentrums von Frankfurt am Main, am Rand der Abbruchkante der Wetterau zum Maintal. Der „Berger Hang“, der in West-Ost-Richtung verläuft, wird von Gartenanlagen und Streuobstwiesen eingenommen. Aufgrund seiner Aussicht über das östliche Rhein-Main-Gebiet bis zum Odenwald und Spessart ist der Ort ein begehrter Wohnsitz.

## Geschichte

### Vorgeschichte
Die Gemarkung von Bergen ist seit der Altsteinzeit besiedelt. Im Bereich der Flur „Auf dem Keller“; nördlich von Bergen, wurde eine römische villa rustica ausgegraben und rekonstruiert.

### Mittelalter

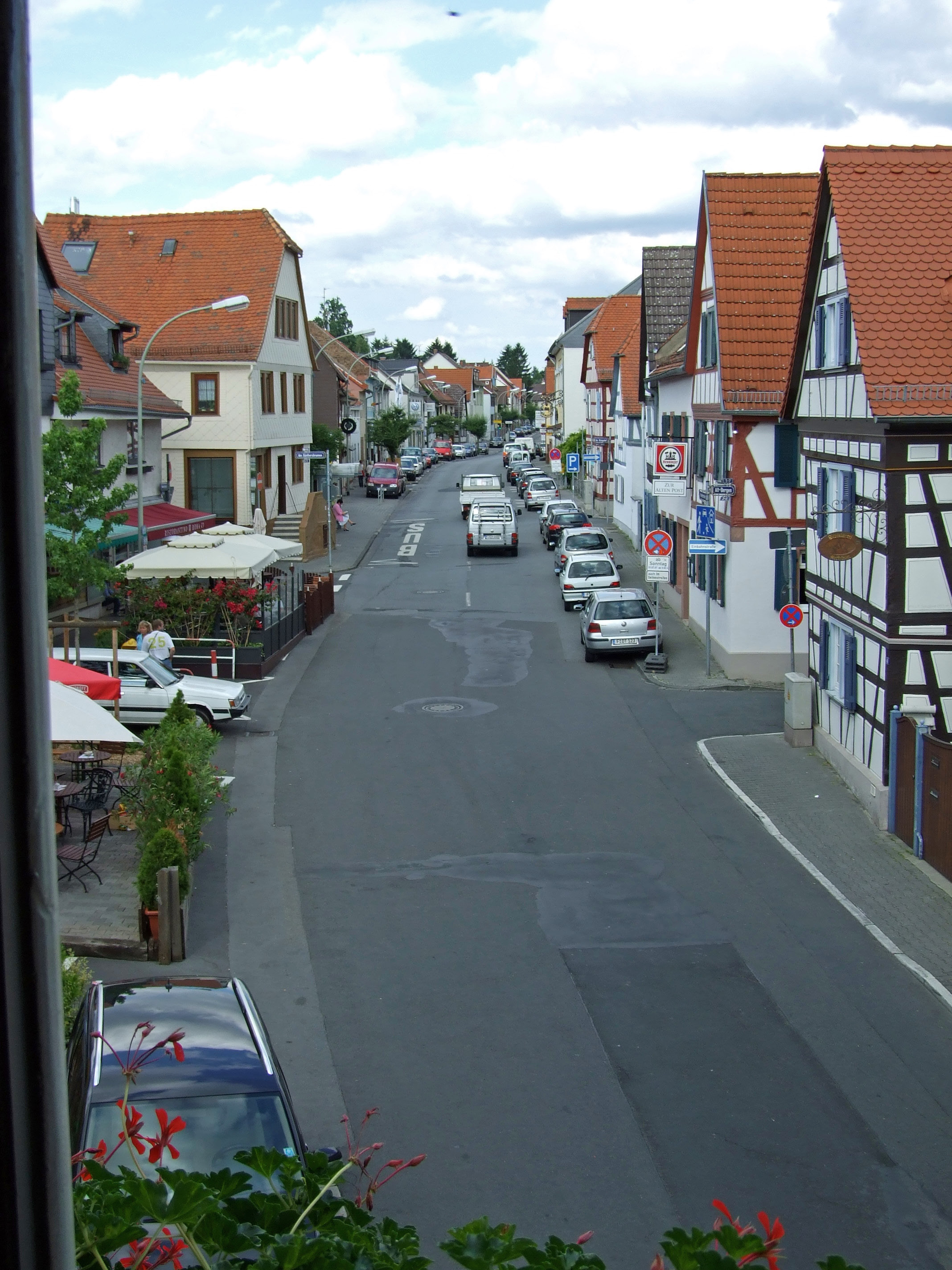
Die obere Marktstraße als Hauptstraße von Bergen

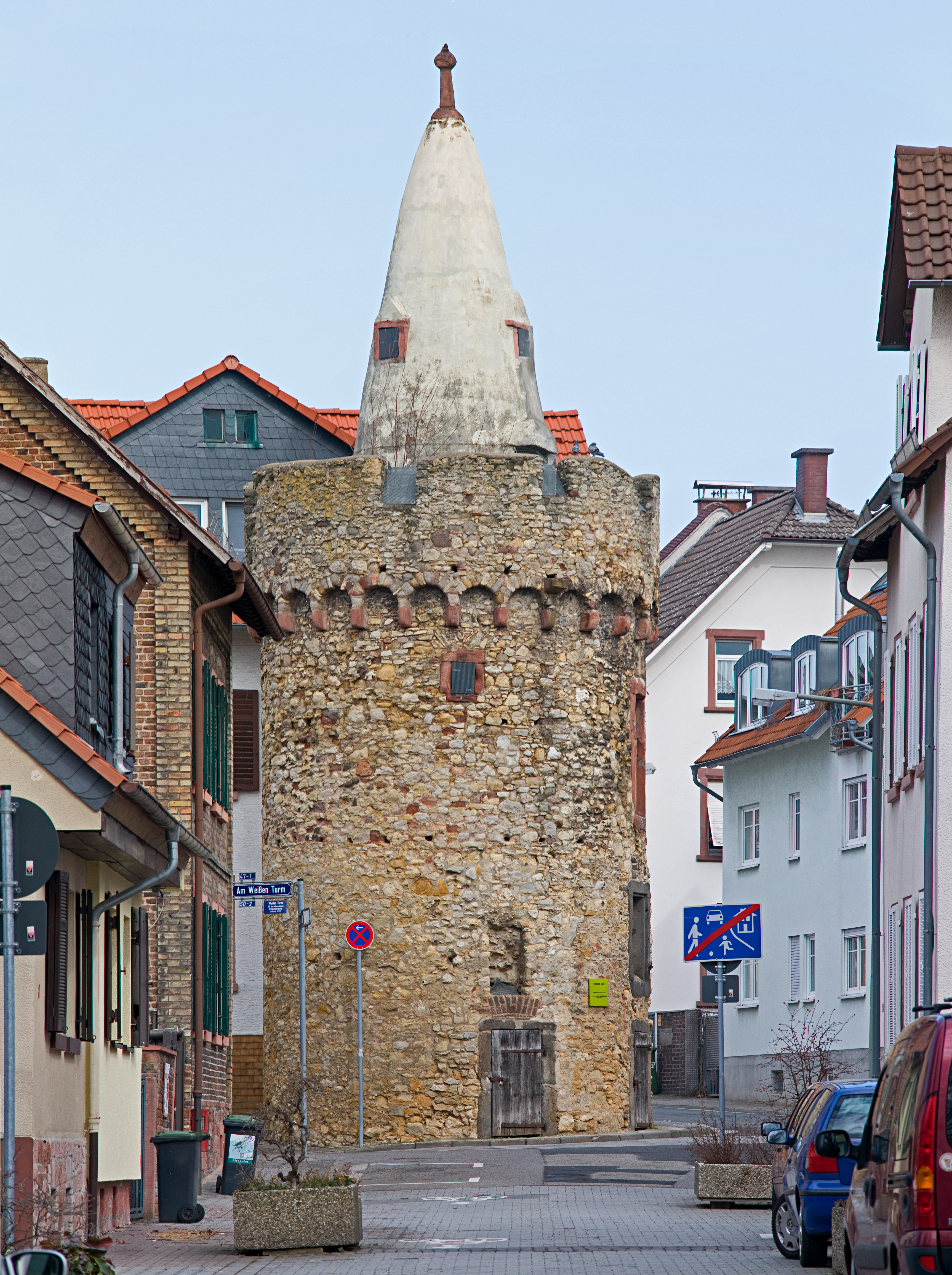
Weißer Turm (1472 erbaut), Teil der mittelalterlichen Ortsbefestigung (1449–1500 errichtet)

Die älteste Erwähnung von Bergen ist von 907 (perge), eine zweite Nennung des Ortes folgt in einer Urkunde Kaiser Heinrich IV., vom 16. August 1057, ausgefertigt in der Pfalz Trebur. Dort wird eine Schenkung „von Besitzungen und Hörigen“ in Bergen an das Bistum Eichstätt erwähnt. Erstmals zweifelsfrei genannt wird Enkheim in einer Schenkungsurkunde an das Kloster Arnsburg von 1151, in der von „Berge iuxta Ennicheim“ die Rede ist, also von Bergen in der Nähe von Enkheim. Spätestens seit 1255 bestand in Bergen eine Pfarrei. Zum Kirchspiel gehörten Enkheim und Seckbach. Kirchliche Mittelbehörde war das Archidiakonat des Propstes von St. Peter in Mainz, Dekanat Eschborn. Die mittelalterliche Kirche des Ortes war die Bergkirche, zeitweise auch „Elisabethkirche“, zeitweise auch „Kreuzkirche“ genannt. Sie wurde 1737 wegen Baufälligkeit geschlossen und im Siebenjährigen Krieg komplett zerstört. Die zweite Kirche war die ehemalige Nikolauskapelle von 1524. Sie wurde kurz vor der Reformation von Zisterzienser-Mönchen des Klosters Haina errichtet, bereits 1526 profaniert und dann als Scheune genutzt. 1994 wurde das Bauwerk restauriert und ist heute ein Veranstaltungsraum.
Ursprünglich lag Bergen in einem umfassenden Reichsbesitz, der als Lehen vergeben wurde, in großem Umfang auch an die Herren von Hanau. Ab dem Ende des 13. Jahrhunderts gelang es ihnen, die anderen Grundherren des Ortes zu verdrängen. Dazu zählten die Herren von Falkenstein, die hier Besitz, wohl aus der Münzenberger Erbschaft, hatten, die Herren von Eppstein und die Grafen von Sponheim. 1357 kam auch das Dorfgericht aus den Händen der Herren von Isenburg an Hanau. Ein Weistum über das Recht des Königshofes zu Bergen von 1382 dokumentiert den beherrschenden Einfluss der Herren von Hanau.
Bergen wurde zusammen mit Enkheim im 13. Jahrhundert als gemeinsame Dorfschaft erwähnt. Es gehörte zum Amt Bornheimerberg der Herrschaft Hanau, der späteren Grafschaft Hanau-Münzenberg. Ortsadel war die seit 1194 nachweisbare und 1844 ausgestorbene Familie der Schelme von Bergen. Ihr Stammsitz, die Wasserburg Gruckau, heute Jugendmusikschule, ist in Bergen erhalten.
Verschiedene deutsche Herrscher verpfändeten den Bornheimerberg – und damit auch Bergen – sowie Rechte an diesem Territorium im 14. und frühen 15. Jahrhundert sowohl an die Herren und Grafen von Hanau als auch an die Reichsstadt Frankfurt. Dieses widersprüchliche Verhalten führte selbstverständlich zum Streit, zumal Frankfurt sich so von Hanauer Gebiet „umzingelt“ sah. Alle Versuche Frankfurts, dies zu verhindern, scheiterten. So kam es 1481 schließlich zu einem Vergleich. Drei Dörfer des Amtes erhielt Frankfurt exklusiv, die übrigen behielt Hanau. Auch das für das Amt namensgebende Dorf und bisheriger Hauptort Bornheim fiel an Frankfurt. Die Grafen von Hanau verlegten deshalb 1484 die Verwaltung des Amtes und das Bornheimer Grafschaftsgericht – das Gericht Bornheimerberg – nach Bergen, das so zur „Hauptstadt“ des Amtes wurde. 1614 wurde hier ein Landgericht für die Orte des Amtes Bornheimerberg eingerichtet.
Die relative Bedeutung des Ortes ermisst sich auch daraus, dass Bergen – obwohl es keine Stadtrechte besaß – eine Reihe städtischer Attribute aufweist. Dazu zählt eine einer Stadtmauer ähnliche Umwehrung. Ein Überbleibsel davon bildet der Weiße Turm. Es handelt sich um einen spätgotischen Wehrturm, der 1472 errichtet wurde. Zu diesen Attributen zählt auch das Rathaus von Bergen. Hier befindet sich seit 1959 das Heimatmuseum Bergen-Enkheims. Der gotische Unterbau des Rathauses wurde zwischen 1300 und 1350 errichtet, das Obergeschoss, in bäuerlichem Renaissancestil, stammt aus dem Beginn des 16. Jahrhunderts. Ein später angebauter Turm mit einer barocken Laterne wurde um 1704 hinzugefügt.

### Historische Namensformen

Schlacht bei Bergen 1759

- perge  (907)
- Berega (1057)
- Berge (1151)
- Bergen (1177–1189)
- Bergen (1222)
- Berge (1256)
- Bergen-Enkheim (1936)

### Neuzeit

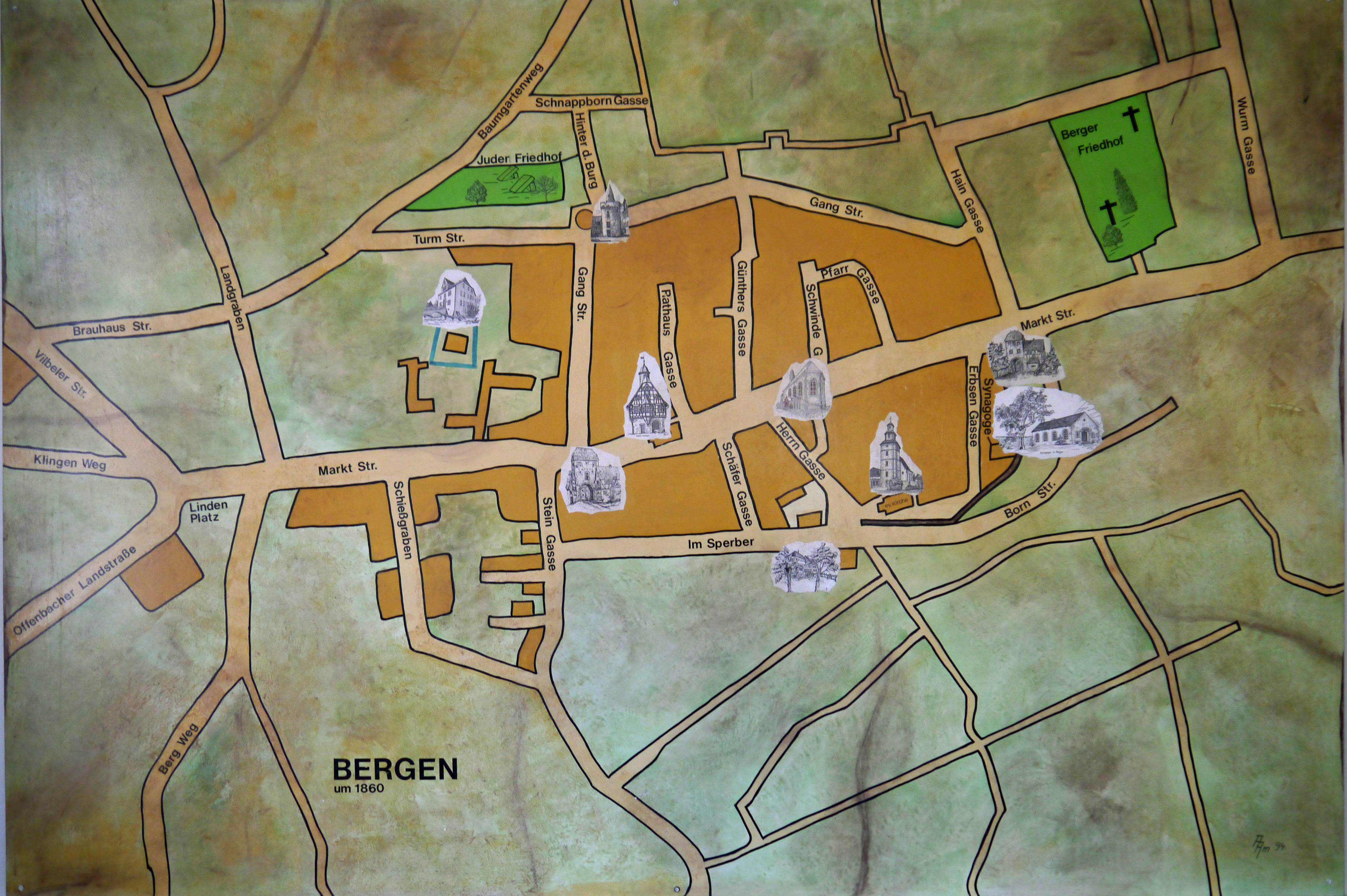
Ortskarte von Bergen um 1860

Das Kirchenpatronat lag bis zum Ende des 16. Jahrhunderts bei den Grafen von Stolberg und wurde dann an die Grafen von Hanau-Münzenberg abgetreten. Die Reformation setzte sich in ihrer lutherischen Ausprägung in der Grafschaft Hanau-Münzenberg in der Mitte des 16. Jahrhunderts durch. In einer „zweiten Reformation“, wurde die Konfession der Grafschaft Hanau-Münzenberg erneut gewechselt. Graf Philipp Ludwig II. verfolgte ab 1597 eine entschieden reformierte Kirchenpolitik. Er machte vom Jus reformandi Gebrauch, seinem Recht als Landesherrn, die Konfession seiner Untertanen zu bestimmen, und setzte dies für die Grafschaft weitgehend als verbindlich durch. Zur Kirche von Bergen gehörten als Filialgemeinden von Enkheim und Seckbach.
Nach dem Tod des letzten Hanauer Grafen, Johann Reinhard III., 1736 erbte Landgraf Friedrich I. von Hessen-Kassel aufgrund eines Erbvertrages aus dem Jahr 1643 die Grafschaft Hanau-Münzenberg und damit auch den Bornheimerberg und Bergen.
Im Siebenjährigen Krieg kam es am 13. April 1759 zur Schlacht bei Bergen zwischen Truppen des Königreichs Frankreich und den alliierten britischen, hessen-kasselschen und braunschweig-wolfenbüttelschen Streitkräften. Bergen erlitt dabei Kriegszerstörungen.
Während der napoleonischen Zeit stand Bergen von 1806 bis 1810 unter französischer Militärverwaltung und gehörte dann von 1810 bis 1813 zum Großherzogtum Frankfurt, Departement Hanau. Anschließend fiel es an Hessen-Kassel, nunmehr „Kurfürstentum Hessen“ genannt, zurück. Hier kam es 1821 zu einer grundlegenden Verwaltungsreform: Der Bornheimerberg wurde dem neu gebildeten Landkreis Hanau zugeschlagen. 1911 wurde die Kirchengemeinde von Enkheim aus der Gemeinde von Bergen ausgegliedert. 1936 wurde dann die Gemeinde Bergen in Bergen-Enkheim umbenannt. Entsprechend wurde aus dem Amtsgericht Bergen das Amtsgericht Bergen-Enkheim.

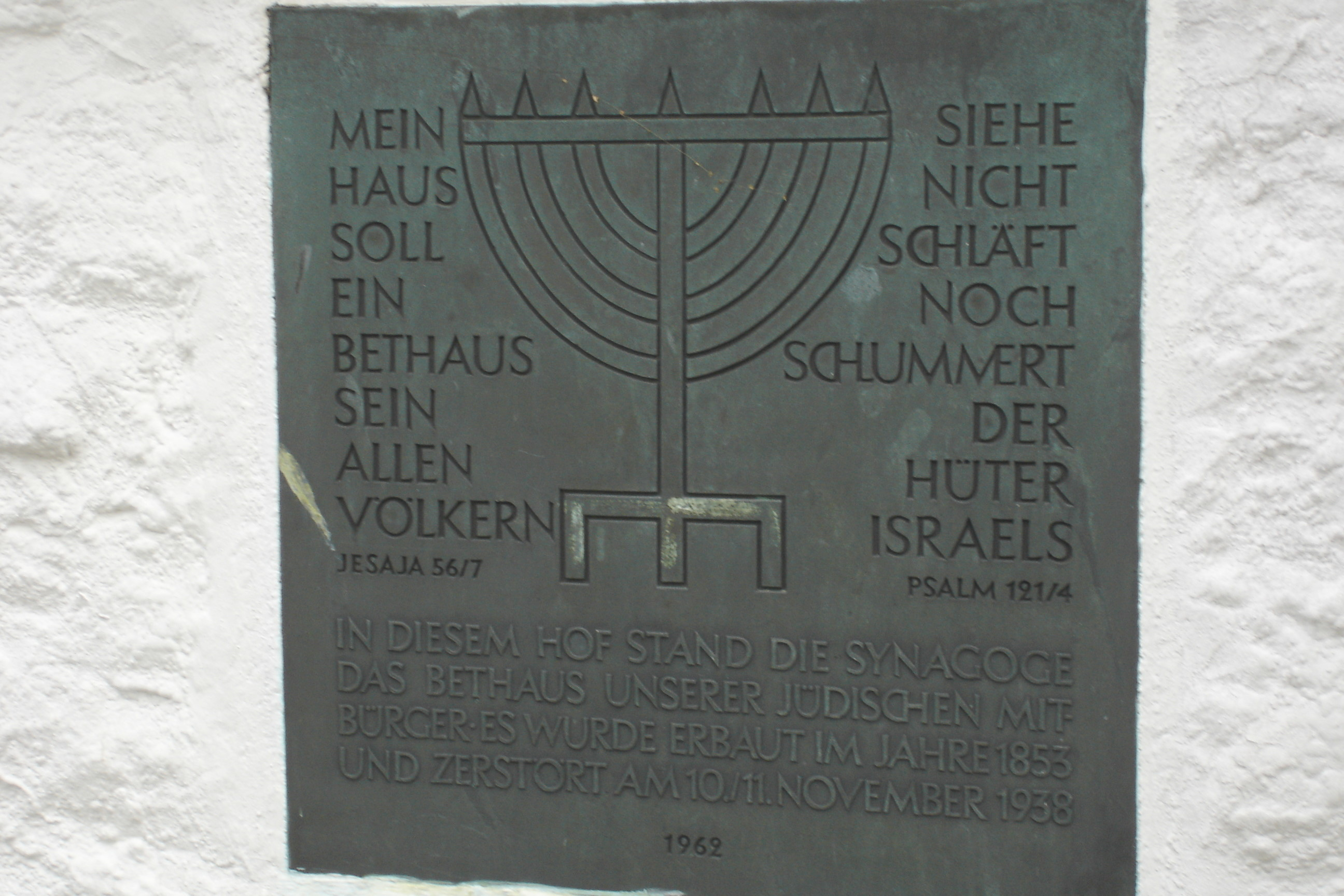
Zum Gedenken an die in der Pogromnacht 1938 zerstörte Synagoge

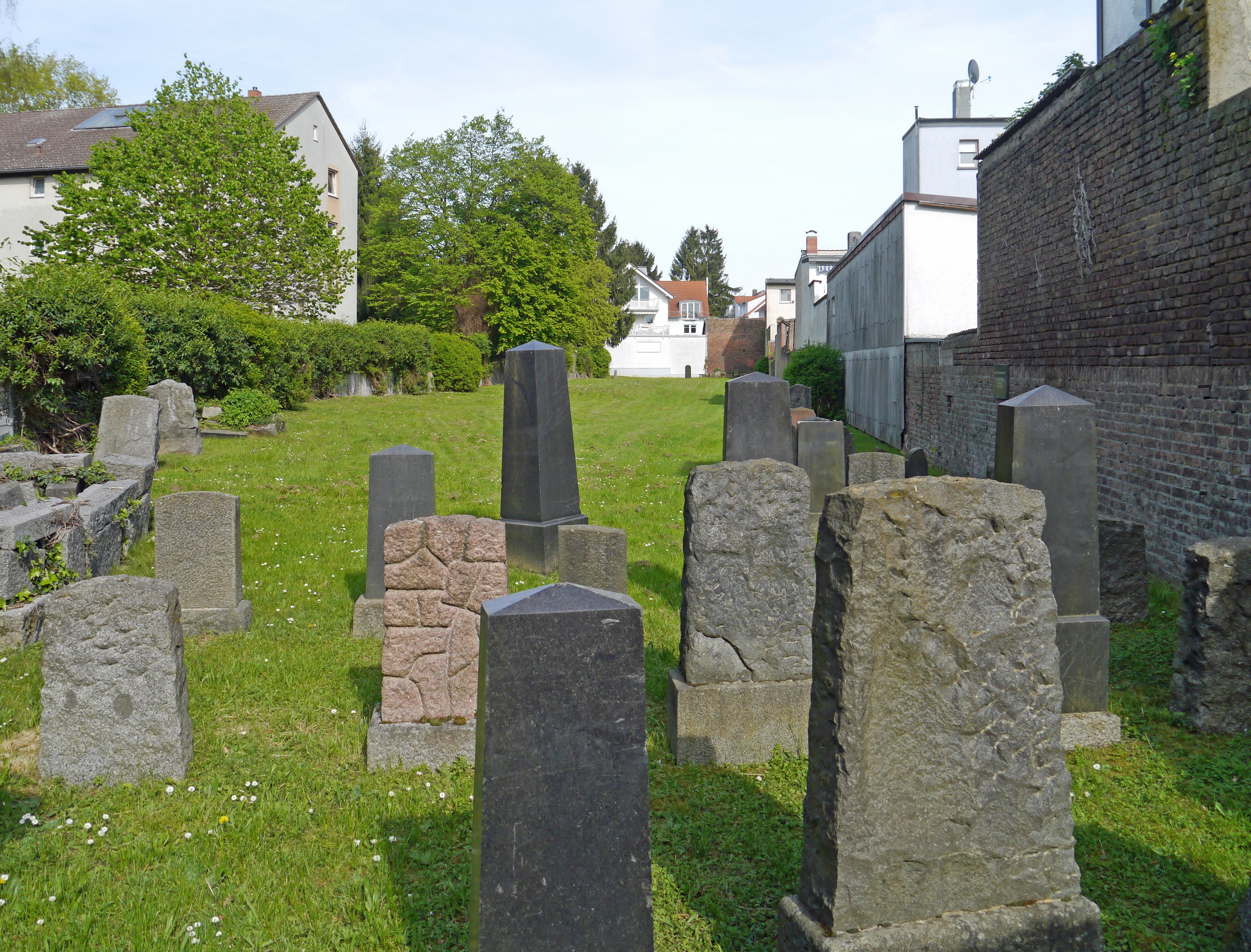
Alter Jüdischer Friedhof in Bergen, im Ort

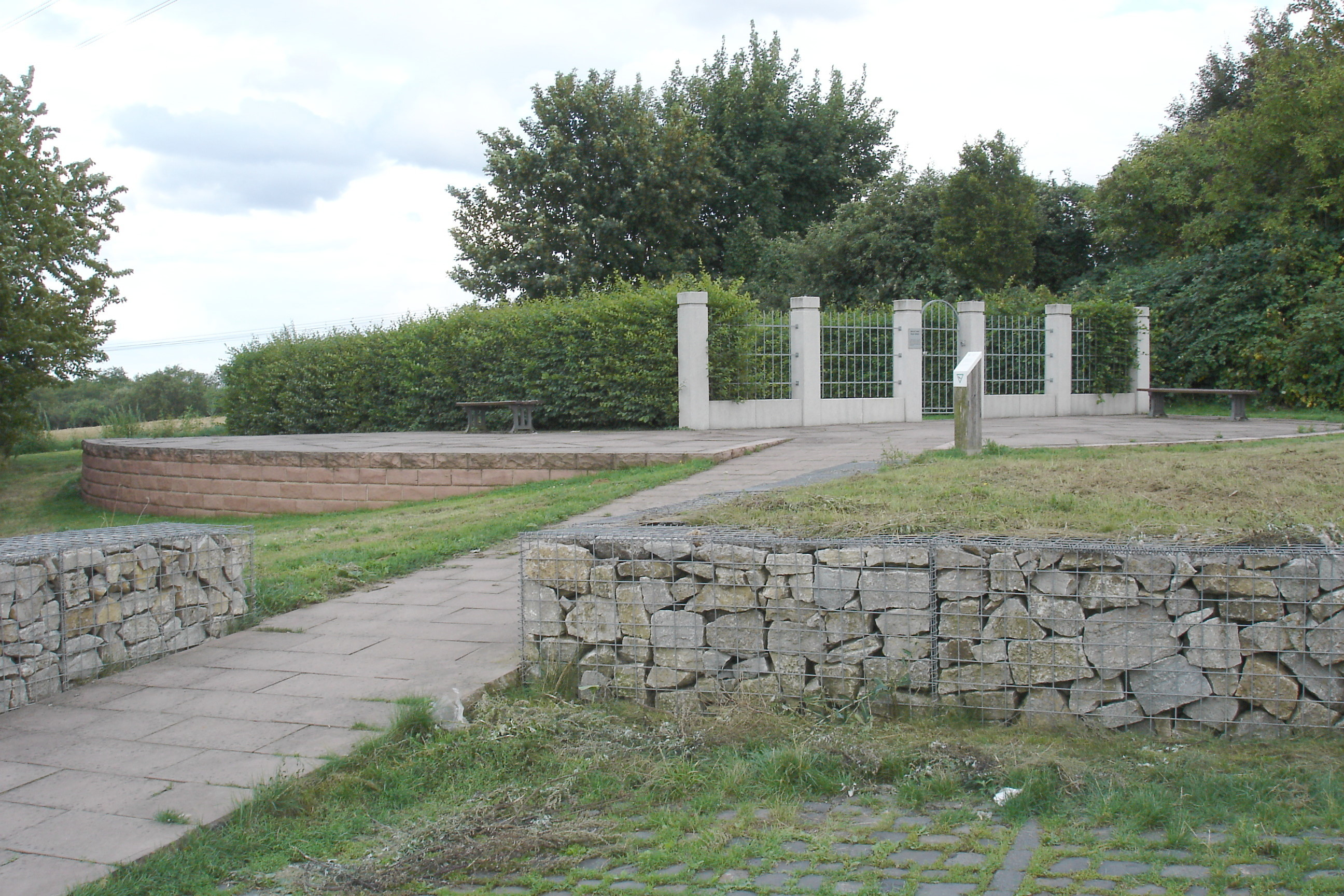
Neuer Jüdischer Friedhof in Bergen, gegenüber der Berger Warte

## Einwohnerentwicklung
Diese Einwohnerzahlen gelten für die Gemeinde Bergen, mit den Ortsteilen Bergen und Enkheim:
- 100–260: unbekannt (Römerzeit)
- 600–900: unbekannt (Frankenzeit)
- 1500 ~300 (18. April 1600, großer Brand von Bergen[6])
- 1618 ~600 (1617 musste auf die Berger Kerb wegen der Pest verzichtet werden.)
- 1632 ~133 (1618–1648, Bergen und Enkheim gebrandschatzt, deshalb mehrere Jahre nicht bewohnbar.)[7]
- 1632[8]: 133 Familien
- 1707: 176 Familien
- 1754: 937 Einwohner
- 1736: 1.022 Einwohner
- 1821: 1.431 Einwohner[9]

(Nachfolgende Jahre, siehe: Frankfurt-Bergen-Enkheim)

## Persönlichkeiten
- Friedrich Wilhelm Adolph Biefer (1706–1779), gründete in der Schweiz mehrere Gemeinden der Herrnhuter Brüdergemeine
- Katharina Agricola (1719–1776), Haushälterin

## Schulen bis 1945
Evangelische Schule
- Am Berger Spielhaus 4 (alt Rathausgasse) von 1818 bis 1844 (früher lutherisch)
- Conrad-Weil-Gasse 5 (alt Erbsengasse)  bis 1844 (früher reformiert)

Jüdische Schule von 1660/1717 bis 1844
- Am Berger Spielhaus 10 (s. o.)
- Am Berger Spielhaus 4  von 1844 bis 1854
- Conrad-Weil-Gasse 5 (s. o.)  von 1854 bis 1938

- Schule Marktstraße 30  Volksschule von 1844 bis 1957
- Schule Hinter der Burg 2 Volksschule am Anfang des 20. Jahrhunderts
- Schule am Landgraben, Landgraben 2  Volksschule seit 1912[10]